# Porrhomma lativelum
Porrhomma lativelum là một loài nhện trong họ Linyphiidae.
Loài này thuộc chi Porrhomma. Porrhomma lativelum được miêu tả năm 1956 bởi Tretzel.